# Polski Związek Głuchych
Polski Związek Głuchych (PZG) – największa w Polsce organizacja zrzeszająca osoby niesłyszące, słabosłyszące oraz głuche. Obecnie PZG zrzesza około 100 000 członków.  

## Historia
Związek powstał 25 sierpnia 1946 roku na kongresie w Łodzi. Kontynuuje on tradycję przedwojennego Polskiegp Związeku Towarzystw Głuchoniemych (PZTG). 
W 2024 jego prezesem był Krzysztof Kotyniewicz.

## Działalność
Działalność Związku obejmuje edukację, rehabilitację, oferowanie usług prawnych i reprezentowanie społeczności głuchych, niedosłyszących oraz osób z wadami mowy wobec władz oraz innych instytucji i organizacji.  
Polski Związek Głuchych w ramach swej działalności od 1983 roku wydaje również czasopismo „Świat Ciszy” przeznaczone specjalnie na potrzeby osób niesłyszących i słabosłyszących. 